# 岩手県道113号水沢停車場線
岩手県道113号水沢停車場線（いわてけんどう113ごう みずさわていしゃじょうせん）は、岩手県奥州市を通る一般県道である。

## 概要
水沢駅西口から奥州市水沢横町の国道397号交点へ至る。

### 路線データ
- 実延長 : 852.7 m[1]
- 起点：水沢停車場[1]（JR東日本 水沢駅）
- 終点：奥州市水沢横町[1]（横町交差点・国道397号交点）

## 歴史
- 1959年（昭和34年）3月31日 - 県道に認定される[1]。

## 路線状況

### 重複区間
- 岩手県道226号佐倉河真城線：奥州市水沢字大町 - 奥州市水沢字横町・終点

## 地理

### 交差する道路
- 岩手県道226号佐倉河真城線（奥州市水沢字大町）北緯39度8分29.1秒 東経141度8分28.1秒
- 国道397号（奥州市水沢横町・横町交差点）

### 沿線の施設など

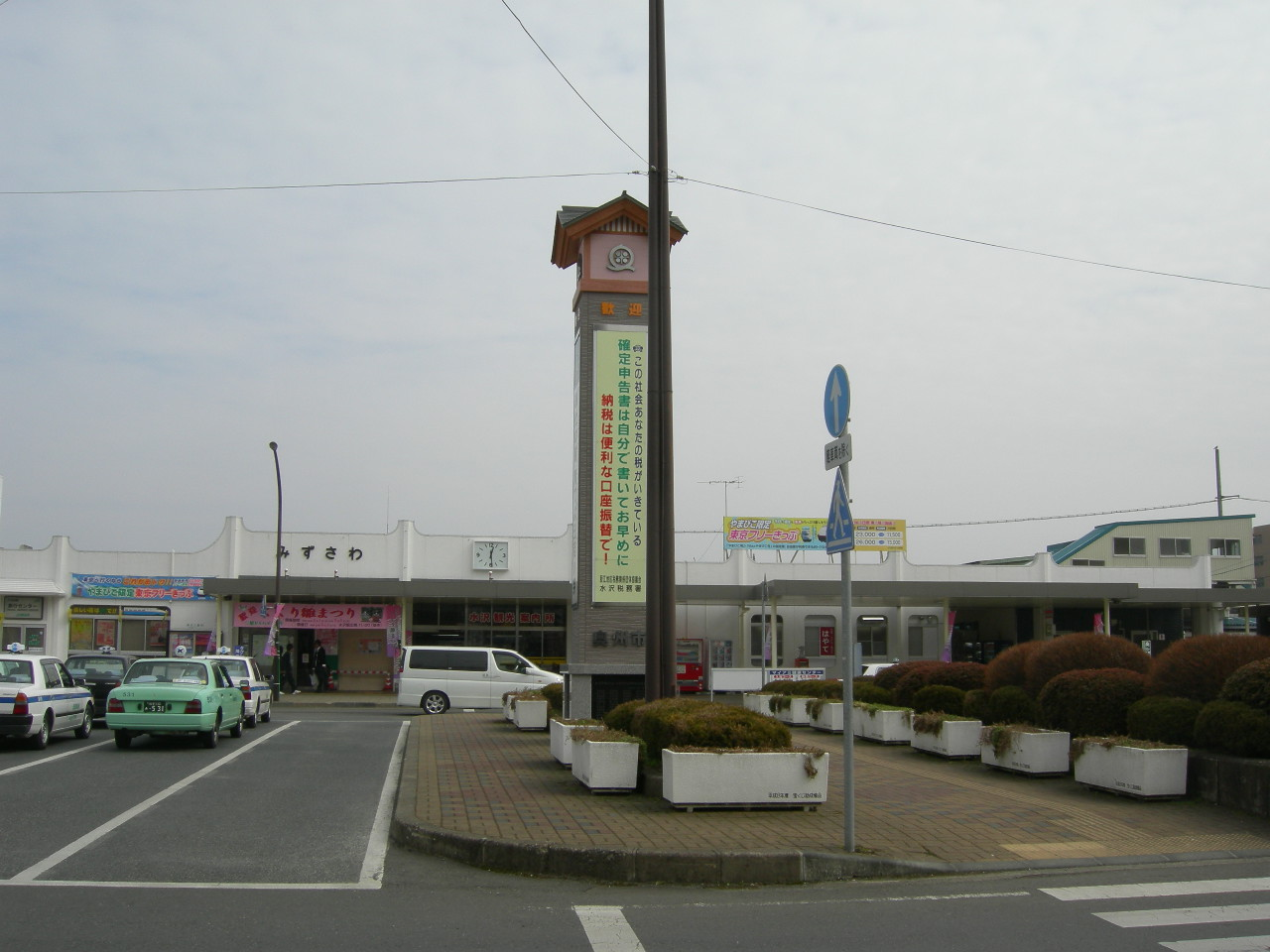
水沢駅

- JR東日本 水沢駅
- メイプル
- 東北銀行水沢支店
- 水沢横町郵便局